# Jean d'Eppes
Ne doit pas être confondu avec Jean d'Eppe.
Jean d'Eppes ou D'Aps, né vers 1188 et décédé le 1er avril 1238, fut prince-évêque de Liège de 1229 à 1238.

## Biographie
Deuxième fils de Guillaume II, seigneur d'Eppes, Jean naquit vers 1188. Cousin de l'empereur Frédéric II par sa grand-mère maternelle, Clémence de Rethel, il était également le neveu de son prédécesseur Hugues de Pierrepont par sa mère, Marguerite de Pierrepont.
De naissance modeste mais illustre, il fut pris en charge très tôt par son oncle, prince-évêque de Liège qui lui assura une carrière ecclésiastique. D'abord prévôt de Saint-Lambert en 1202, ensuite prévôt de Saint-Paul en 1207, abbé de Notre-Dame en 1209, vice-évêque en 1216 pour enfin être élu à l'unanimité le 24 mai 1229, prince-évêque de Liège par un chapitre cathédral pressé devant l'attitude révolutionnaire de la Cité. 
Jean d'Eppes fut ordonné prêtre le 23 mars 1230 et consacré évêque le lendemain en l'église Saint-Théodard de Thuin par l'archevêque de Reims.

## La prière et l'action

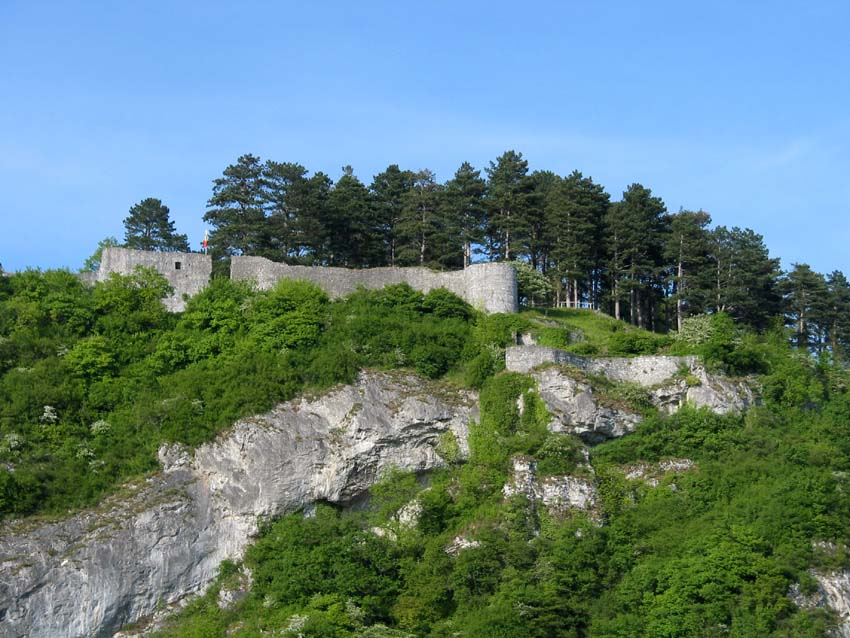
Les ruines du château de Poilvache

Originaire du Laonnois, il éprouva une sympathie particulière envers les cisterciens auxquels il témoigne sa bienveillance par de nombreux actes. Outre la fondation de l'abbaye de Moulin qu'il autorisa  en juillet 1233, il promit des indulgences à tous ceux qui aideraient principalement le monastère du Val Saint Lambert, objet de toutes ses attentions.
Attaché au développement de la vie communautaire et religieuse, son premier acte épiscopal fut l'établissement d'un couvent dominicain à Liège. 
Par un acte de 1231, il démembre l'unique paroisse de Nivelles en onze nouvelles.
Durant son épiscopat, il favorise les ordres religieux de France et nomme de prélats "français". En 1233 apparaît le premier document liégeois en langue romane
Homme d'église il n'en est pas moins homme politique. Sitôt après son élection, il entre en lutte avec une coalition des villes et plus tard Henri VII, et doit s'enfuir à Huy avec le légat du pape Otton qui jette l'interdit sur la cité. Le pape et l'empereur à peine réconciliés, il entre en 1231 en conflit avec le chapitre Saint-Lambert à cause d'un impôt sur les objets de consommation. Les chapitres se coalisèrent mais l'attitude de Jean d'Eppes fut réprouvée par Henri VII. 
La possession des avoueries de Gesves et d'Assesse sera un motif de discorde entre Jean d'Eppes et Waléran, le frère d'Henri de Limbourg. Waléran dévaste Theux, fief de son suzerain qui ravage à son tour les terres de son vassal. Après une trêve qui ne fut pas respectée, les hostilités reprennent en 1238. Faisant appel à ses alliés, Jean d'Eppes assaille le château de Poilvache de Waleran de Fauquemont et de Montjoie où son adversaire a trouvé refuge. 
Hugo de Fize est cité comme chevalier de Jean d'Eppes
Il tombe gravement malade durant le siège et meurt le 1er avril 1238. Son décès caché aux assiégeants, sa dépouille fut ensevelie dans le plus grand secret à l'abbaye du Val-Saint-Lambert. Les assiégés l'ayant appris s'écrièrent depuis les créneaux: « Partez, votre chef est mort! »
Sa sépulture en la cathédrale demeura vide malgré les réclamations du chapitre. Adolphe de La Marck y fut plus tard inhumé.